# Joseph Macquart de Terline
Pour les articles homonymes, voir Macquart de Terline.
Joseph Macquart de Terline est un historien et homme d'affaires français né le 23 juin 1886 à Nevers et mort le 6 avril 1957 dans la même ville.

## Biographie
Joseph Macquart de Terline étudie à l'École des chartes où il obtient le diplôme d'archiviste paléographe en 1913, après avoir soutenu une thèse sur l'abbaye de Cercamps (diocèse d'Amiens). 
Mais il choisit de faire carrière dans le monde des affaires et de la finance. Ce n'est qu'en 1940 qu'il est nommé conservateur de la bibliothèque et du musée de Saint-Germain-en-Laye, poste qu'il conserve jusqu'à sa retraite en 1952.
Joseph Macquart de Terline laisse diverses études, les unes concernant l'histoire de Saint-Germain-en-Laye, les autres le Nivernais, dont sa famille est originaire.

## Publications
- « Le château de Rosemont », Bulletin de la Société nivernaise des lettres, sciences et arts,‎ 1924
- « L'agriculture dans la région des Amognes », Bulletin de la Société nivernaise des lettres, sciences et arts,‎ 1927

## Distinctions
- Croix de guerre 1914–1918
- Croix de guerre 1939–1945
- Chevalier de la Légion d'honneur à titre militaire (par décret du 21 décembre 1951)[3].